# Бойшови (гміна)
Гміна Бойшови (пол. Gmina Bojszowy) — сільська гміна у південній Польщі. Належить до Берунсько-Лендзінського повіту Сілезького воєводства.
Станом на 31 грудня 2011 у гміні проживало 7160 осіб.

## Територія
Згідно з даними за 2007 рік площа гміни становила 34.07 км², у тому числі:
- орні землі: 64.00%
- ліси: 25.00%

Таким чином, площа гміни становить 21.74% площі повіту.

## Населення
Станом на 31 грудня 2011:
| Опис     | Загалом | Загалом | Чоловіки | Чоловіки | Жінки | Жінки |
| -------- | ------- | ------- | -------- | -------- | ----- | ----- |
| одиниця  | осіб    | %       | осіб     | %        | осіб  | %     |
| все      | 7160    | 100     | 3517     | 49.12    | 3643  | 50.88 |
| міське   | 0       | 100     | 0        |          | 0     |       |
| сільське | 7160    | 100     | 3517     | 49.12    | 3643  | 50.88 |

## Сусідні гміни
Гміна Бойшови межує з такими гмінами: Берунь, Коб'юр, Медзьна, Освенцим, Пщина.